# Burnaby

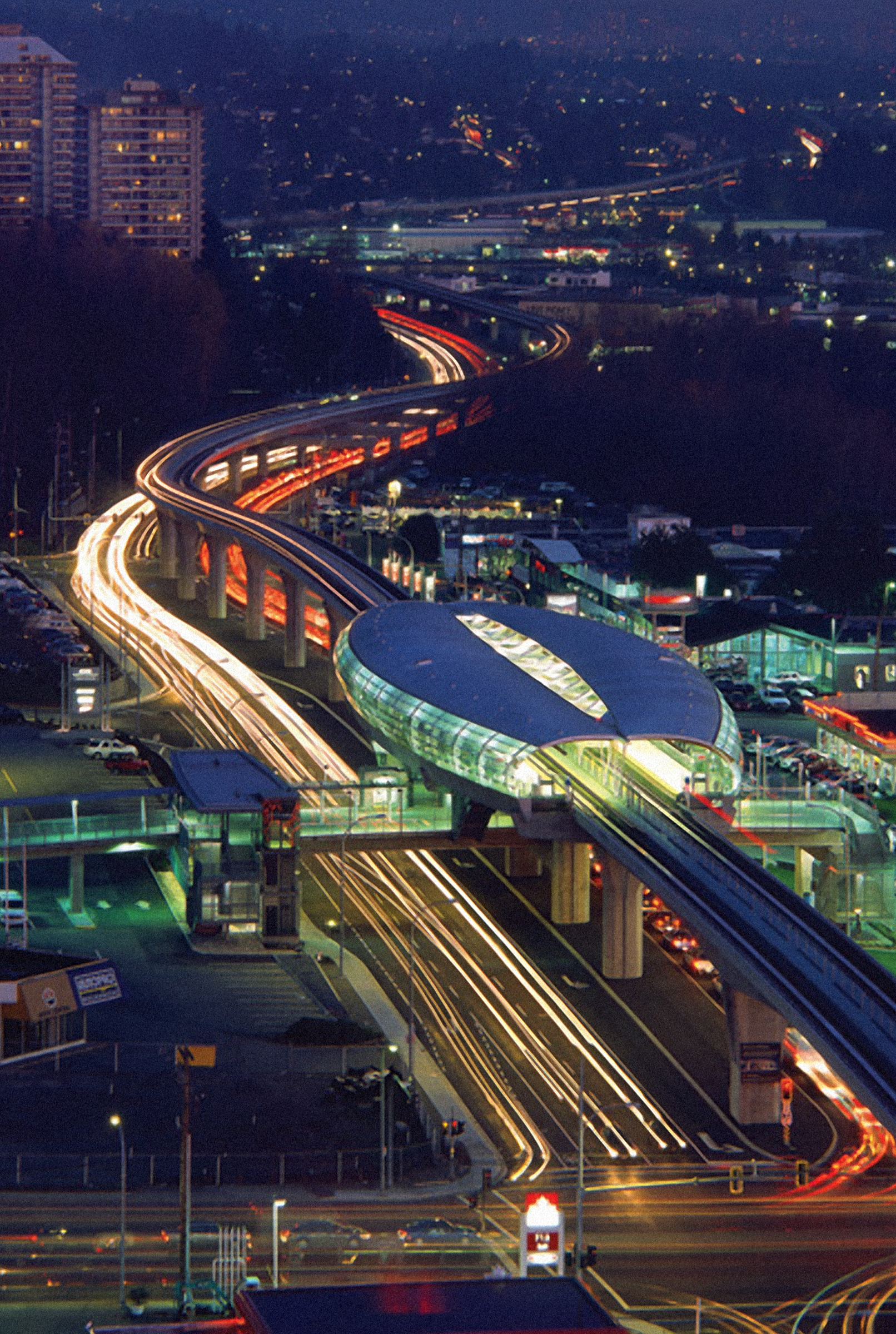
Estación Brentwood del SkyTrain

Burnaby es una ciudad canadiense de la provincia de Columbia Británica. Es la cabecera del Distrito Regional del Gran Vancouver y es parte del Área Metropolitana de Vancouver. Tiene una población estimada, a mediados de 2020, de 257 926 habitantes.
Es famosa por ser el lugar de origen de Michael Bublé y en donde está ambientada la serie de televisión de dibujos animados canadiense Being Ian.

## Ubicación
Está situada al este de Vancouver, y es la tercera ciudad más poblada de la provincia, después de Surrey y Vancouver.

## Clima
| Parámetros climáticos promedio de Universidad Simon Fraser, Burnaby (1981−2010) | Parámetros climáticos promedio de Universidad Simon Fraser, Burnaby (1981−2010) | Parámetros climáticos promedio de Universidad Simon Fraser, Burnaby (1981−2010) | Parámetros climáticos promedio de Universidad Simon Fraser, Burnaby (1981−2010) | Parámetros climáticos promedio de Universidad Simon Fraser, Burnaby (1981−2010) | Parámetros climáticos promedio de Universidad Simon Fraser, Burnaby (1981−2010) | Parámetros climáticos promedio de Universidad Simon Fraser, Burnaby (1981−2010) | Parámetros climáticos promedio de Universidad Simon Fraser, Burnaby (1981−2010) | Parámetros climáticos promedio de Universidad Simon Fraser, Burnaby (1981−2010) | Parámetros climáticos promedio de Universidad Simon Fraser, Burnaby (1981−2010) | Parámetros climáticos promedio de Universidad Simon Fraser, Burnaby (1981−2010) | Parámetros climáticos promedio de Universidad Simon Fraser, Burnaby (1981−2010) | Parámetros climáticos promedio de Universidad Simon Fraser, Burnaby (1981−2010) | Parámetros climáticos promedio de Universidad Simon Fraser, Burnaby (1981−2010) |
| Mes                                                                             | Ene.                                                                            | Feb.                                                                            | Mar.                                                                            | Abr.                                                                            | May.                                                                            | Jun.                                                                            | Jul.                                                                            | Ago.                                                                            | Sep.                                                                            | Oct.                                                                            | Nov.                                                                            | Dic.                                                                            | Anual                                                                           |
| ------------------------------------------------------------------------------- | ------------------------------------------------------------------------------- | ------------------------------------------------------------------------------- | ------------------------------------------------------------------------------- | ------------------------------------------------------------------------------- | ------------------------------------------------------------------------------- | ------------------------------------------------------------------------------- | ------------------------------------------------------------------------------- | ------------------------------------------------------------------------------- | ------------------------------------------------------------------------------- | ------------------------------------------------------------------------------- | ------------------------------------------------------------------------------- | ------------------------------------------------------------------------------- | ------------------------------------------------------------------------------- |
| Temp. máx. abs. (°C)                                                            | 16.5                                                                            | 18.5                                                                            | 23.0                                                                            | 28.0                                                                            | 33.0                                                                            | 39.5                                                                            | 34.0                                                                            | 33.9                                                                            | 34.5                                                                            | 26.5                                                                            | 19.4                                                                            | 16.1                                                                            | 39.5                                                                            |
| Temp. máx. media (°C)                                                           | 5.8                                                                             | 6.8                                                                             | 9.3                                                                             | 12.4                                                                            | 15.6                                                                            | 18.2                                                                            | 21.2                                                                            | 21.2                                                                            | 18.0                                                                            | 12.0                                                                            | 7.5                                                                             | 5.1                                                                             | 12.7                                                                            |
| Temp. media (°C)                                                                | 3.6                                                                             | 4.3                                                                             | 6.2                                                                             | 8.7                                                                             | 11.8                                                                            | 14.4                                                                            | 17.0                                                                            | 17.2                                                                            | 14.6                                                                            | 9.5                                                                             | 5.3                                                                             | 2.9                                                                             | 9.6                                                                             |
| Temp. mín. media (°C)                                                           | 1.4                                                                             | 1.7                                                                             | 3.1                                                                             | 4.9                                                                             | 7.9                                                                             | 10.5                                                                            | 12.7                                                                            | 13.2                                                                            | 11.1                                                                            | 7.0                                                                             | 3.0                                                                             | 0.8                                                                             | 6.5                                                                             |
| Temp. mín. abs. (°C)                                                            | −13.9                                                                           | −14.0                                                                           | −8.0                                                                            | −3.3                                                                            | -0.5                                                                            | 3.9                                                                             | 5.0                                                                             | 3.3                                                                             | 2.0                                                                             | −7.0                                                                            | −14.0                                                                           | −19.4                                                                           | −19.4                                                                           |
| Precipitación total (mm)                                                        | 280.9                                                                           | 178.4                                                                           | 182.1                                                                           | 154.4                                                                           | 120.0                                                                           | 101.4                                                                           | 64.7                                                                            | 64.5                                                                            | 92.2                                                                            | 210.1                                                                           | 311.6                                                                           | 249.8                                                                           | 2009.9                                                                          |
| Lluvias (mm)                                                                    | 256.5                                                                           | 163.2                                                                           | 171.2                                                                           | 152.7                                                                           | 119.9                                                                           | 101.4                                                                           | 64.7                                                                            | 64.5                                                                            | 92.2                                                                            | 209.8                                                                           | 303.6                                                                           | 220.8                                                                           | 1920.7                                                                          |
| Nevadas (cm)                                                                    | 24.3                                                                            | 15.1                                                                            | 10.9                                                                            | 1.7                                                                             | 0.1                                                                             | 0.0                                                                             | 0.0                                                                             | 0.0                                                                             | 0.0                                                                             | 0.2                                                                             | 8.0                                                                             | 29.0                                                                            | 89.3                                                                            |
| Días de precipitaciones (≥ 0.2 mm)                                              | 20.5                                                                            | 16.2                                                                            | 18.9                                                                            | 16.1                                                                            | 14.9                                                                            | 13.5                                                                            | 7.4                                                                             | 6.8                                                                             | 10.3                                                                            | 17.1                                                                            | 21.6                                                                            | 19.8                                                                            | 183.1                                                                           |
| Días de lluvias (≥ 0.2 mm)                                                      | 18.1                                                                            | 14.7                                                                            | 18.3                                                                            | 16.0                                                                            | 14.9                                                                            | 13.5                                                                            | 7.4                                                                             | 6.8                                                                             | 10.3                                                                            | 17.0                                                                            | 21.0                                                                            | 17.3                                                                            | 175.4                                                                           |
| Días de nevadas (≥ 0.2 cm)                                                      | 4.0                                                                             | 2.5                                                                             | 2.0                                                                             | 0.54                                                                            | 0.04                                                                            | 0.0                                                                             | 0.0                                                                             | 0.0                                                                             | 0.0                                                                             | 0.09                                                                            | 1.8                                                                             | 4.5                                                                             | 15.5                                                                            |
| Fuente: Environment Canada                                                      |                                                                                 |                                                                                 |                                                                                 |                                                                                 |                                                                                 |                                                                                 |                                                                                 |                                                                                 |                                                                                 |                                                                                 |                                                                                 |                                                                                 |                                                                                 |

## Educación
La ciudad es sede de los campus principales de la Universidad Simon Fraser y del Instituto de Tecnología de Columbia Británica.

## Transporte
El sistema de tránsito rápido SkyTrain cruza la ciudad de este a oeste en dos líneas: la Expo Line y la Millennium Line. El SkyTrain ha fomentado un denso desarrollo urbano en Lougheed, en la frontera este de la ciudad; en Brentwood, en el centro-oeste, en Edmonds- Highgate, en el sureste, y,  más notablemente, en el Metrotown, en el sur.

## Demografía
Al igual que el resto del área metropolitana de Vancouver, Burnaby siempre ha tenido diversas comunidades étnicas. Las torres de condominios de gran altura del Metrotown han sido impulsadas en parte por la llegada de inmigrantes asiáticos, mayoritariamente chinos.
Según el censo de 2016, el 34% de la población es de origen chino.

## Economía
La ciudad tiene importantes centros comerciales, áreas residenciales de alta densidad, investigación de alta tecnología, parques comerciales, estudios de cine y estaciones de televisión.
Metropolis, centro comercial situado en Metrotown, en el centro de Burnaby, es el mayor centro comercial de Columbia Británica y el quinto más grande de Canadá.